# Краснівка (Сімферопольський район)
Красні́вка (крим. Krasnivka, до 1960-х — Новоолекса́ндрівка, крим. Novooleksandrivka) — село Сімферопольського району Автономної Республіки Крим.